# Esquilo florestal
O termo esquilo florestal faz referência a cento e vinte e duas espécies de esquilo da família Sciuridae, englobando várias subfamílias desses roedores. Os esquilos arborícolas correspondem à imagem que idealizamos do que seja um esquilo. São animais de hábitos diurnos, com os sentidos bem apurados e com uma anatomia bastante adaptada à vida nas copas das árvores, onde se sentem mais seguros de predadores terrestres. Embora os esquilos arborícolas passem noventa por cento de sua vida nas alturas, por vezes podem ser encontrados no solo da floresta procurando por alimento que tenham armazenado anteriormente, mas sempre alertas ao mínimo ruído ou movimento, pois essa prevenção lhes é, muitas vezes, vital. Como espécies arborícolas, podem ser citados: o esquilo-vermelho-euroasiático (Sciurus vulgaris), o esquilo-cinzento-americano (Sciurus carolinensis), o esquilo-peruano (Sciurus igniventris), o esquilo-tricolor (Callosciurus prevostii), entre muitas outras, sendo a maior família de esquilos.

## Classificação
- Subfamília Ratufinae
  - Gênero Ratufa
- Subfamília Sciurillinae
  - Gênero Sciurillus
- Subfamília Sciurinae
  - Tribo Sciurini
    - Gênero Microsciurus
    - Gênero Rheithrosciurus
    - Gênero Sciurus
    - Gênero Syntheosciurus
    - Gênero Tamiasciurus
- Subfamília Callosciurinae
  - Gênero Callosciurus
  - Gênero Exilisciurus
  - Gênero Funambulus
  - Gênero Glyphotes
  - Gênero Nannosciurus
  - Gênero Prosciurillus
  - Gênero Rubrisciurus
  - Gênero Sundasciurus
  - Gênero Tamiops
- Subfamília Xerinae
  - Tribo Protoxerini
    - Gênero Epixerus
    - Gênero Funisciurus
    - Gênero Heliosciurus
    - Gênero Myosciurus
    - Gênero Paraxerus
    - Gênero Protoxerus